# بیمارستان جانز هاپکینز
بیمارستان جانز هاپکینز (انگلیسی: Johns Hopkins Hospital) بیمارستان آموزشی و نهاد تحقیقات پزشکی دانشکده پزشکی جانز هاپکینز، واقع در بالتیمور، مریلند، ایالات متحده آمریکا و لندن بریتانیا است. این بیمارستان با پول به ارث رسیده از جانز هاپکینز نیکوکار تأسیس شد. بیمارستان جانز هاپکینز و مدرسه پزشکی جانز هاپکینز نهادهای بنیانگذار پزشکی آمریکا و زادگاه سنت‌های متعددی از جمله سیستم رزیدنتی و آموزش پزشکی بر مبنای رزیدنت است. بسیاری از تخصص‌های پزشکی از جمله پزشکی کودکان و روان پزشکی کودکان، جراحی قلب و جراحی مغز و اعصاب در این مکان ایجاد شدند.این بیمارستان در شهر لندن بریتانیا نیز یک شعبه بزرگ دارد.
این بیمارستان به مدت ۲۱ سال پیاپی (۱۹۹۱–۲۰۱۱) از سوی یواس نیوز اند ورلد ریپورت به عنوان بهترین بیمارستان کشور شناخته می‌شد.
بیمارستان جانز هاپکینز با بیش از ۳۰٬۰۰۰ هزار کارمند و پرسنل خدمات درمانی، بزرگترین بیمارستان جهان از نظر تعداد پرسنل می‌باشد.